# Sint-Rita
Sint-Rita of Den Hoorn is een dorp in de gemeente Damme, deelgemeente Moerkerke, in het noorden van de Belgische provincie West-Vlaanderen. De parochie ligt op het grondgebied van de deelgemeente Moerkerke, tussen het dubbelkanaal Leopoldkanaal-Schipdonkkanaal en de provinciegrens met Oost-Vlaanderen, waarachter zich Middelburg, een deelgemeente van Maldegem bevindt. Het gehucht telt bijna 1000 inwoners.

## Geschiedenis
In de middeleeuwen lag het dorp aan de zee, waarbij de naam "Den Hoorn" afkomstig is van een hoornvormige duin waarop het ligt.
Het plaatsje kreeg veel te verduren tijdens de Tweede Wereldoorlog, waaraan verschillende bunkers in het landschap nog herinneren. In 1944 werden de bruggen over het Leopoldkanaal en het kanaal van Schipdonk opgeblazen, waardoor het gehucht afgezonderd werd van het parochiecentrum Moerkerke. De mis werd toen opgedragen in de plaatselijke school. Na de oorlog werd aanvankelijk een noodkerk opgericht en werd Den Hoorn een aparte parochie met als patroonheilige de heilige Rita. Een tweede noodkerk werd nog in 1960 gebouwd en in 1975 uiteindelijk een volwaardige moderne kerk, de Sint-Ritakerk.

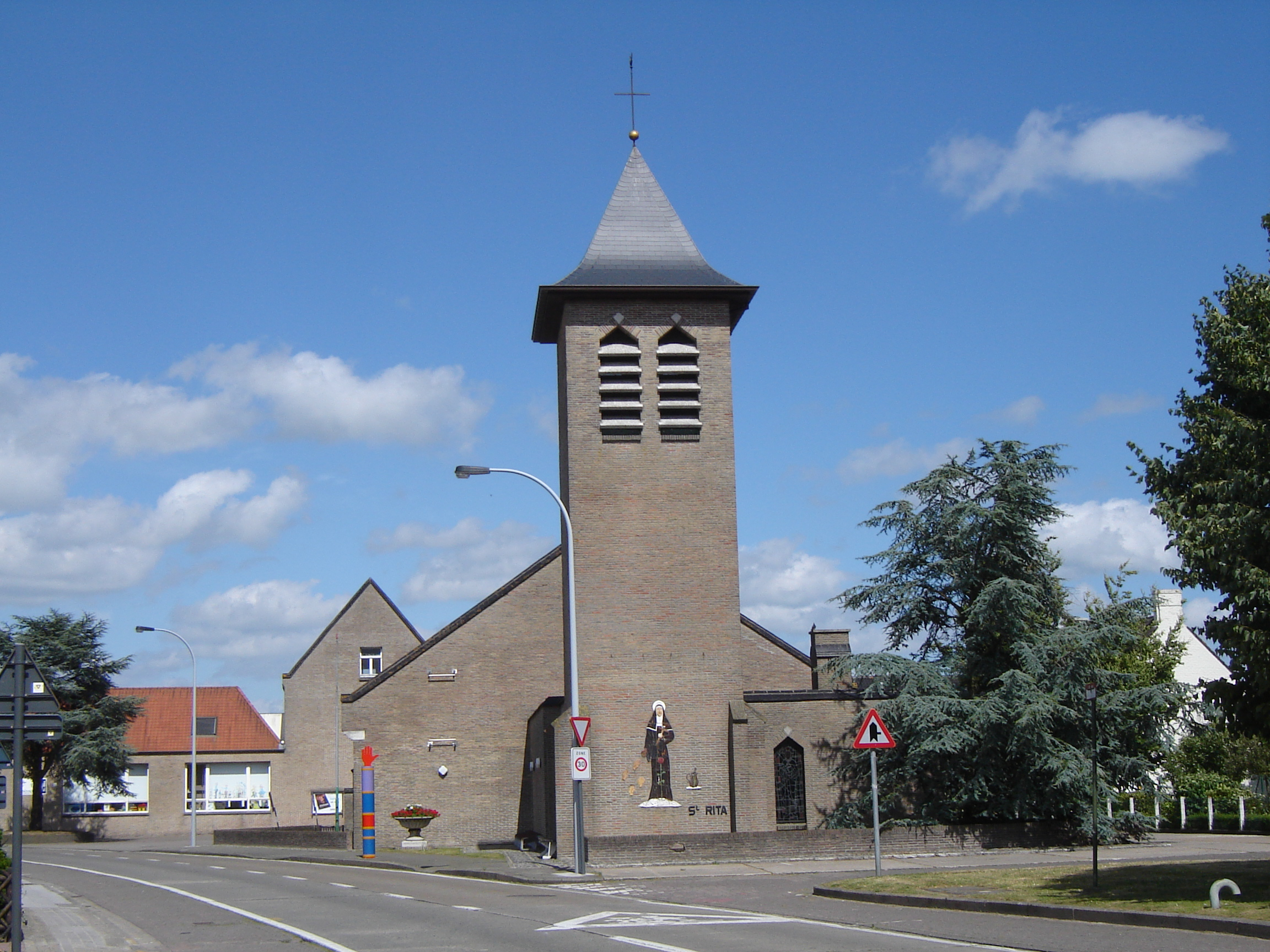
Sint-Ritakerk

## Natuur en landschap
Sint-Rita ligt in een zeekleipoldergebied (Maldegemse Polder, Watering Noord over de Lieve en Waterpolder). De Verloren Kreek bevindt zich ten oosten van het dorp. Van belang zijn de twee parallel lopende kanalen: Schipdonkvaart en Leopoldkanaal en de bruggen daarover: De Jacksonsbruggen en Leeskensbruggen. Over de laatste voert de expresweg N49.

## Nabijgelegen kernen
Middelburg, Lapscheure, Moerkerke